# Marcas fusiformes

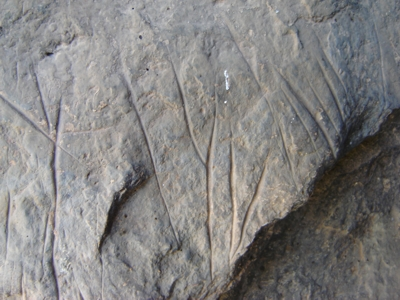
Detalle de marcas fusiformes en un abrigo de Alicante.

Se llaman marcas fusiformes a unas incisiones realizadas con algún instrumento cortante o afilado sobre las rocas de abrigos de montaña o en las entradas de pequeñas cuevas. Se las denomina así debido a su forma de "huso", más profundas en el centro que en las extremidades. Este tipo de marcas se presentan en pequeños grupos, separadas entre sí o unidas por alguno de sus extremos. 
Los fusiformes han sido poco estudiados debido a su naturaleza y al poco entusiasmo que despiertan entre los eruditos que ni siquiera se ponen de acuerdo en clasificarlos como arte y mucho menos se han puesto de acuerdo en la edad de los mismos, asignándoles criterios muy dispares para su cronología que va desde algunos que los consideran paleolíticos, hasta los más escépticos que los datan desde el medievo e incluso más modernos. Sea como fuere, se trata de un arte parietal desligado por completo de todo lo hasta ahora conocido.